# Краматорська загальноосвітня школа І-ІІІ ступенів № 4
Загальноосві́тня шко́ла І-ІІІ сту́пенів № 4 (ЗОШ № 4) — середня загальноосвітня школа, розташована в місті Краматорськ, Донецької області. Відкрита в 1978 році. Станом на вересень 2013 року в школі працює 33 класи. У них навчається 820 учнів. У навчальному закладі визначена українська та російська мови навчання.

## Історія
У 1978 році школа прийняла своїх перших учнів.
Проектна потужність — 1150 учнів. Перший директор школи — Проценко Ольга Демидівна, з 1990 року школою керував Снєгін Михайло Іванович — другий директор школи. Більше 10-ти років директором школи був Куриленко Павло Пертович — вчитель фізики, «Вчитель-методист», відмінник освіти. В ЗОШ № 4 Сидорова Євгенія Євгенівна прийшла працювати після закінчення Донецького ДУ вчителем історії. Пройшла від вчителя до директора школи. П'ятий директор школи — Каракулова Ірина Анатоліївна — вчитель англійської мови, педагогічне звання «Вчитель-методист», в 1984 році закінчила Краматорську ЗОШ № 4.